# BB Brunes
BB Brunes – francuska grupa rockowa. Nazwa pochodzi od bulwaru Brune w Paryżu oraz od piosenki Barbary zatytułowanej Dame brune.
Inicjały BB są zainspirowane melodią Initials BB Serge Gainsbourg'a. Na początku swojej działalności grupa grała pod nazwą Hangover i tworzyła piosenki jedynie w języku angielskim. Ich muzyka najczęściej była wzorowana na amerykańskim i brytyjskim rocku z lat 70. i 80. Utwór Casanova z albumu BB Brunes EP został użyty w ścieżce dźwiękowej filmu Asterix i Obelix: W służbie Jej Królewskiej Mości.

## Geneza i działalność zespołu
Adrien Gallo, Karim Réveillé, Karim Réveillé oraz Raphaël Delorme poznali się za czasów szkolnych i zaczęli wspólnie tworzyć już w 2000 roku pod nazwą Hangover. Raphaël jednak zdecydował się robić karierę solowo podpisując kontrakt płytowy bez grupy.
Do grupy dołączył jednak znany francuski aktor młodego pokolenia Jules Sitruk – także licealny kolega pozostałych członków zespołu. To on nadał świeżości zespołowi i zaproponował zmianę nazwy, która pozostała do dziś. Poszedł także z demem nagrań do znanego wydawnictwa Warner. 
Grupa zaczęła grywać podczas wielu okazji, jednak dużym wyróżnieniem był dla nich występ podczas pokazu najnowszej kolekcji domu modowego H&M w Rzymie w 2007, przed publicznością z całego świata liczącą ponad 700 osób.
Po wydaniu swojego pierwszego albumu zaczęli pojawiać się w największych francuskich mediach jak na przykład: występ podczas słynnego telewizyjnego show Star Academy we francuskiej telewizji TF1 czy znanego programu La fête de la chanson française. Zespół szczególnie stał się popularny wśród nastolatków po wydaniu drugiego albumu o nazwie Nico Teen Love. W sumie BB Brunes nagrała 5 albumów i 12 singli. 

### Członkowie
- Adrien Gallo – wokal i gitara
- Félix Hemmen – gitara
- Karim Réveillé – perkusja
- Bérald Crambes – gitara basowa

### Albumy
| Tytuł            | Data wydania         |
| ---------------- | -------------------- |
| Blonde comme moi | 13 marca 2007        |
| Nico Teen Love   | 16 listopada 2009    |
| BB Brunes EP     | 15 listopada 2010    |
| Nico Teen Love   | 24 października 2011 |
| Long Courrier    | 21 września 2012     |

### Nagrane single
| Rok  | Nazwa singla       | Album            |
| ---- | ------------------ | ---------------- |
| 2006 | Le Gang            | Blonde comme moi |
| 2007 | Houna              | Blonde comme moi |
| 2007 | Dis-moi            | Blonde comme moi |
| 2008 | Mr. Hyde           | Blonde comme moi |
| 2009 | Dynamite           | Nico Teen Love   |
| 2009 | Lalalove you       | Nico Teen Love   |
| 2010 | Nico teen love     | Nico Teen Love   |
| 2010 | Britty Boy         | Nico Teen Love   |
| 2011 | Cul et Chemise     | Nico Teen Live   |
| 2012 | Coups et Blessures | Long Courrier    |
| 2013 | Stéréo             | Long Courrier    |
| 2013 | Aficionado         | Long Courrier    |